# الیمینیشن چمبر (۲۰۱۹)
الیمینیشن چیمبر (۲۰۱۹) (به انگلیسی: Elimination Chamber) یک رویداد غیر رایگان در کشتی حرفه‌ای است که توسط کمپانی دبلیودبلیوئی برای برندهای راو و اسمک‌دَون تهیه شده و این دوره‌اش هم که نهمین دوره آن است، در ۱۷ فوریه ۲۰۱۹ در مجموعه ورزشی تویوتا سنتر شهر هیوستون ایالت تگزاس برگزار شد. روند معمول این مسابقات این است که مسابقه اصلی رویداد درون محفظه نابودی خواهد بود. در این رویداد برای اولین بار ۳ گروه از زنان راو و سه گروه از زنان اسمک‌دان برای به دست آوردن کمربندهای تگ تیم زنان دبلیودبلیوئی به جدال پرداختند.

## زمینه‌سازی
الیمینیشن چمبر شامل مسابقاتی بین دشمنی‌های موجود، ماجراهای پیش آمده و استوری‌هایی بود که پیش از این در برنامه راو پخش شده بود. کشتی‌گیرها با توجه به مسابقات یا سری اتفاقاتی که برایشان رخ می‌دهد و تنش را به حد اکثر می‌رساند، نقش منفی یا قهرمان به خود می‌گیرند.

## نتایج
| #                                                                                                 | نتایج | نوع مسابقه                                                                                | مدت زمان |
| ------------------------------------------------------------------------------------------------- | --- | ----------------------------------------------------------------------------------------- | -------- |
| ۱پ                                                                                                | بادی مورفی (c) پیروز مقابل آکیرا توزاوا | مسابقه تک نفره برای قهرمانی کمربند میان‌وزن دبلیودبلیوئی                                   | 13:25    |
| ۲                                                                                                 | د باس 'ان' هاگ کانکشن (ساشا بنکس و بِیلی) پیروز مقابل نایا جکس و تَمینا مقابل د رایت اسکواد (لیو مورگان و سارا لوگان) مقابل مندی رز و سونیا دِویل مقابل پیتون رویس و بیلی کی مقابل نیومی و کارملا | مسابقه تگ تیم الیمینیشن چمبر برای تعیین اولین قهرمانان کمربندهای تگ تیم زنان دبلیودبلیوئی | 33:00    |
| ۳                                                                                                 | د اوسوس (جیمی و جِی اوسو) پیروز مقابل شین مک‌ماهون و د میز (c) | مسابقه تگ تیم برای قهرمانی کمربندهای تگ تیم اسمک‌داون                                      | 14:10    |
| ۴                                                                                                 | فین بَلر پیروز مقابل بابی لشلی (c) و لیو راش | مسابقه با آوانس برای قهرمانی کمربند بین قاره‌ای                                            | 9:30     |
| ۵                                                                                                 | راندا رَوزی (c) پیروز مقابل روبی رایت با تسلیم | مسابقه تک نفره برای قهرمانی کمربند زنان راو                                               | 1:40     |
| ۶                                                                                                 | بارون کوربین پیروز مقابل براون استرومن | مسابقه بدون سلب صلاحیت                                                                    | 10:50    |
| ۷                                                                                                 | دنیل براین (c) پیروز مقابل کوفی کینگستون مقابل ای‌جی استایلز مقابل جف هاردی مقابل رندی اورتن مقابل ساموآ جو                                                                                     | مسابقه الیمینیشن چمبر برای قهرمانی کمربند دبلیودبلیوئی>                                   | 36:40    |
| - (c) – نشان‌دهنده قهرمان(هایی) است که به میدان می‌روند - پ – نشان‌دهنده این است که مسابقه در پری–شو | |                                                                                           |          |